# San Bellino
San Bellino (velenceiül San Bełin) település Olaszországban, Veneto régióban, Rovigo megyében. Lakosainak száma 1016 fő (2023. január 1.). San Bellino Castelguglielmo, Fratta Polesine, Lendinara és Pincara községekkel határos.

## Népesség
A település lakossága az elmúlt években az alábbi módon változott:
| Lakosok száma | 1110 | 1087 | 1016 |
|               | 2017 | 2018 | 2023 |